# Асеведо, Ребекка
Ребекка Асеведо (исп. Rebeca Acevedo;
23 января 1902 Ретиро — 7 декабря 1987 Сантьяго) — чилийский учитель, ботаник и куратор «Национального музея естественной истории Сантьяго».

## Память
Таксоны, названные в её честь:
- Psittacanthus acevedoi Kuijt, 2009[3]
- Parodi LR, Rebeca Acevedo de Vargas. 1959. Las especies de Gramíneas del género Cortaderia en Chile. Bol. Mus. Nac. Hist. Nat. 27 (4): 205—246, il. Santiago de Chile